# キプロスの行政区画
キプロスは、6つの地区（ギリシア語: επαρχίες, eparchies、トルコ語: kaza）に分かれている。それぞれの中心地は同名の町である。キプロス島のうち、ファマグスタ地区とリマソール地区に隣接するイギリス領のアクロティリおよびデケリアは除いている。地区の下には、基礎自治体が置かれている。
ただしキレニア地区の全域、ファマグスタ地区の大部分、ニコシア地区の北半分とラルナカ地区の一部にあたる地域（合計3,355km2）は、1974年以降キプロス政府の実効支配が及んでいない（後述）。

## 法令上の地区

1974年までの行政区画地図

1974年の分断前の地区および統計。分断後は現状とは異なるものの、現在でもキプロス政府が使用している。
| 地区名           | ギリシア語 (ラテン文字表記) | トルコ語   | 首府         | 面積 (km2) | 人口 (1973年) |
| ---------------- | --------------------------- | ---------- | ------------ | ---------- | ------------- |
| ファマグスタ地区 | Αμμόχωστος (Ammochostos)    | Gazimağusa | ファマグスタ | 1,985.3    | 123,856       |
| キレニア地区     | Κερύνεια (Keryneia)         | Girne      | キレニア     | 643.9      | 32,586        |
| リマソール地区   | Λεμεσός (Lemesos)           | Limasol    | リマソール   | 1,393.3    | 124,855       |
| ラルナカ地区     | Λάρνακα (Larnaka)           | Larnaka    | ラルナカ     | 1,120.1    | 60,714        |
| ニコシア地区     | Λευκωσία (Lefkosia)         | Lefkoşa    | ニコシア     | 2,710.0    | 232,702       |
| パフォス地区     | Πάφος (Pafos)               | Baf        | パフォス     | 1,389.8    | 57,065        |

## 事実上の地区

1974年以降の行政区画

1974年、トルコ系住民が多い島北部にトルコが侵攻し、占領した。この占領地は1983年に北キプロス・トルコ共和国としてキプロスから独立宣言をしている。また、キプロスおよび北キプロスの「国境」には国際連合によるグリーンライン（緩衝地帯）が設定されており、両者どちらにも属さない地帯となっている。
以上の地域はキプロス政府の統治下にはなく、特にキレニア地区は事実上消滅するなど行政区画に影響が出ている。統計は北キプロス実効支配下を除く。
| 地区             | 面積 (km2 | 人口 (2011年国勢調査) | 人口 (2018年末推計) | 現状 北キプロスの行政区画該当地                                                                                          |
| ---------------- | --------- | --------------------- | ------------------- | --- |
| ファマグスタ地区 | 244       | 47,338                | 48,200              | 首府ファマグスタを含む約9割が北キプロスおよびグリーンラインとなっている。 ガーズィマウサ地区、イスケレ地区               |
| キレニア地区     | -         | -                     | -                   | 全域が北キプロス支配下にある。 ギルネ地区                                                                                |
| リマソール地区   | 1,393     | 239,739               | 244,900             | |
| ラルナカ地区     | 1,041     | 145,365               | 147,000             | 地区北部、全体の約1割が北キプロス支配下。 レフコシャ地区（一部）                                                         |
| ニコシア地区     | 1,924     | 334,120               | 341,700             | 首府ニコシアを中心に、南北へ分割された。約3割が北キプロス支配下。 レフコシャ地区（一部）、ギュゼルユルト地区、レフケ地区 |
| パフォス地区     | 1,390     | 90,295                | 94,100              | |